# Underworld (band)
Underworld is een Britse band uit Cardiff die zich bezighoudt met het produceren van house en techno waarbij veel invloeden uit andere muziekgenres terugkomen. De band bestaat tegenwoordig uit Karl Hyde (1957) en Rick Smith (1959). Aanvankelijk begon Underworld als een synthpopband. Door toedoen van Darren Emerson (1971), die van 1991 tot 2000 bij de formatie zat, transformeerde de band tot danceact. Darren Emerson was betrokken bij het mixwerk. Rick Smith is de muzikale motor die tegenwoordig de muziek schrijft en produceert. Karl Hyde is verantwoordelijk voor de zang en de creatieve output van de band.

## Freur
In het begin van de jaren 80 begonnen Hyde en Smith hun muzikale loopbaan bij Freur, een synthpopband die voortkwam uit de new-wavescene. De andere leden waren Alfie Thomas, John Warwicker en Bryn Burrows. Freur maakte al jaren voordat Prince dat deed gebruik van een symbool als naam. Het symbool is een kringelend lijntje dat nog het meest lijkt op een hiëroglief uit de Mayatijd. Om zakelijke redenen hebben zij naderhand besloten om aan dit symbool de klank "Freur" toe te voegen. Freur wist een kleine hit te scoren met de single Doot Doot, die uitkwam in 1983. Dit nummer was afkomstig van het gelijknamige album. De band wist het succes echter niet vast te houden en het album Get Us out of Here (1986) flopte, waarna Freur werd opgeheven. De track Doot Doot is nog verschenen op de soundtrack van de film Vanilla Sky.

## Oprichting Underworld
In 1987 besloten de groepsleden van Freur door te gaan als Underworld. Daarvoor kwam bassist Baz Allen de groep versterken. Daarmee maakten ze het album Underneath the Radar (1988), waarmee ze het vooral in Australië best aardig deden. Daarna verliet Bryan Burrows de groep om vervangen te worden door Pascal Consol. Het album Change the Weather flopte echter genadeloos. Vervolgens verlieten de leden van de band Underworld een voor een tot enkel Karl Hyde en Rick Smith overbleven. Deze periode van de band wordt later nog weleens Underworld Mk1 genoemd.

## Doorstart
Underworld leek ten dode opgeschreven totdat Karl en Rick in 1991 de jonge dj Darren Emerson ontmoetten. Door zijn invloed transformeerde de band in korte tijd tot een danceact die aanhaakte bij de dan razend populaire house en techno. Onder de naam Lemon Interrupt brachten ze in 1992 een tweetal proefsingles uit op het label Junior Boy's Own. Hiervan deed vooral het nummer Dirty het goed. Het nummer werd in 1994 opgenomen op de Renaissance: The Mix Collection van Sasha en John Digweed. Deze deden het erg goed bij de dj's. Daarna maakten ze met Mmm... Skyscraper I Love You (1993) de eerste single van Underworld nieuwe stijl. Erg populair waren opvolger Rez en een remix voor net nummer Sound System van Drum Club. Aan het einde van 1993 verscheen het album Dubnobasswithmyheadman (1993). Dit album werd al snel door de pers omarmd en groeide uit tot een groot succes. Op het album stonden nieuwe versies van Mmm... Skyscraper I Love You en Dirty. Ook de singles Cowgirl en Dark & long werden van het album getrokken. In 1995 maakte Karl Hyde de single Sunflower samen met de Nederlandse housegroep Quazar. In deze periode maakten ze remixes voor Björk, Spooky, Orbital, en William Orbit.

## Nieuwe successen
Het herboren Underworld bleek ditmaal een blijvertje. De grootste hit van Underworld werd de plaat Born Slippy. Deze single werd in 1995 aanvankelijk een undergroundhit. Maar in 1996 werd een nieuwe versie, genaamd Born Slippy .NUXX, gebruikt in de soundtrack van de film Trainspotting. Hierdoor werd het nummer alsnog een grote hit en bereikte de hitlijsten. Ook het nummer Dark & Long werd op de soundtrack opgenomen. Born Slippy groeide uit tot een van de grootste klassiekers uit de dancemuziek. In 2003 en 2004 voerde het nummer de dance-top 500 van ID&T Radio aan. De track werd opgenomen op een bonusschijfje bij het album Second Toughest In The Infants. Dit album deed volgens de critici niet onder voor zijn voorganger en werd ook een verkoopsucces. Voor de film Batman & Robin maakten ze de single Moaner (1997). Deze was twee jaar later aanwezig op het album Beaucoup Fish. Van dit album kwamen hits als King Of Snake en Push Upstairs.

## Vertrek Darren Emerson
Rond 2000 kreeg de band met serieuze problemen te maken. Karl Hyde had te kampen met een hevige alcoholverslaving. Iets dat voor hevige spanningen in de band zorgde. Tijdens de opnames van Beaucoup Fish verziekte dit de sfeer in de band al zodanig dat de bandleden een tijd lang enkel via post met elkaar communiceerden. Dit leidde tot het vertrek van Darren Emerson. Hij ging verder als dj. Hij maakte samen met Sasha de hit Scorchio (2000). Hyde kickte daarna echter af en Underworld ging weer als duo verder. In 2000 verscheen het liveproject Everything, Everything. Dit was een livealbum dat gepaard ging met een dvd. Hiervan werd de liveversie van Cowgirl zelfs een hitje. In 2002 verscheen met A Hundred Days Off het eerste album zonder Emerson. Het album werd prima ontvangen. De single Two Months Off was zelfs behoorlijk succesvol. Daarna werd het verzamelabum 1992–2002 The Anthology (2003) uitgebracht met tien jaar successen bij elkaar.

## Oblivion With Bells
Na 2002 volgde een relatief rustige tijd. Live werd de band versterkt met dj Darren Price. Na een hoeveelheid losse singles verscheen in 2007 het album Oblivion With Bells. Dit op een eigen label. Op het album werd onder andere samengewerkt met U2-drummer Larry Mullen Jr. In 2007 behaalde de single Crocodile de eerste positie van de Kink 40 en bleef daar vier weken staan.
In 2008 werkten de band en andere bekende artiesten uit de VS, het Verenigd Koninkrijk, Canada en Zuid-Afrika aan het album Songs for Tibet, een steunbetuiging aan Tibet en dalai lama Tenzin Gyatso. Songs for Tibet verscheen tegelijkertijd met de Olympische Zomerspelen 2008 in China waarvan de opening op 8 augustus plaatsvond: het album wordt namelijk op 5 augustus uitgebracht via iTunes en vanaf 12 augustus via muziekwinkels overal ter wereld. Sinds de Invasie van Tibet in 1950-1951 bezet China het land met - volgens critici - een wijdverbreide politieke, religieuze en culturele onderdrukking tot gevolg.

## Barking
In mei 2010 kwam de single Scribble uit. Scribble werd gemaakt in samenwerking met High Contrast, een drum-and-bass-dj en plaatsgenoot uit Cardiff. Het nummer bevatte meerdere samples van Let It Ride van Todd Terry (een acidhousenummer uit 1999). Het nieuwe album, genaamd Barking, werd op 10 september 2010 uitgebracht. Op het album stond ook een samenwerking met Paul van Dyk.
Underworld werd in 2011 gevraagd om de muziek te verzorgen voor de Olympische Zomerspelen 2012. Samen met ceremoniemeester Danny Boyle werkten ze dit project uit. Voor de openingsceremonie maakten ze de nummers And I Will Kiss en Caliban's Dream. Het soundtrack album Isles Of Wonder bevatte naast veel Underworldtracks ook tracks van Arctic Monkeys, Mike Oldfield, High Contrast, U2 en David Bowie. Ook Ricks dochter Esme Smith is van de partij. Voor het album kregen ze een Q Award.
In 2025 wordt een sample van hun track Dark & Long (Dark Train) gebruikt voor het nummer Illegal van PinkPantheress.

## Tomato
In 1996 opperde Hyde het idee om een commercieel artworkbureau op te richten. Dit resulteerde in juni 1997 in de oprichting van Tomato, dat heeft samengewerkt met o.a. Levi's en Pepsi. Hyde en Smith zijn tegenwoordig gezamenlijk directeur van de creatieve afdeling van Tomato.

## Discografie

### Albums
| Album met eventuele hitnotering(en) in de Nederlandse Album Top 100 | Datum van verschijnen | Datum van binnenkomst | Hoogste positie | Aantal weken | Opmerkingen   |
| ------------------------------------------------------------------- | --------------------- | --------------------- | --------------- | ------------ | ------------- |
| Underneath the radar                                                | 1988                  | -                     |                 |              |               |
| Change the weather                                                  | 1989                  | -                     |                 |              |               |
| Dubnobasswithmyheadman                                              | 1994                  | -                     |                 |              |               |
| Dark and long                                                       | 1994                  | -                     |                 |              |               |
| Second toughest in the infants                                      | 1996                  | 16-03-1996            | 35              | 15           |               |
| Pearls girl                                                         | 1997                  | -                     |                 |              |               |
| Beaucoup fish                                                       | 1999                  | 13-03-1999            | 21              | 21           |               |
| Everything, everything                                              | 2000                  | 16-09-2000            | 12              | 21           | Livealbum     |
| A hundred days off                                                  | 2002                  | 21-09-2002            | 9               | 9            |               |
| 1992-2002                                                           | 2003                  | 22-11-2003            | 61              | 6            | Verzamelalbum |
| Back to Mine                                                        | 2003                  | -                     |                 |              | Verzamelalbum |
| Oblivion with bells                                                 | 12-10-2007            | 20-10-2007            | 15              | 5            |               |
| Barking                                                             | 10-09-2010            | 11-09-2010            | 27              | 6            |               |
| Barbara Barbara, we face a shining future                           | 18-03-2016            |                       |                 |              |               |

| Album met hitnotering(en) in de Vlaamse Ultratop 200 albums | Datum van verschijnen | Datum van binnenkomst | Hoogste positie | Aantal weken | Opmerkingen   |
| ----------------------------------------------------------- | --------------------- | --------------------- | --------------- | ------------ | ------------- |
| Second toughest in the infants                              | 1996                  | 23-03-1996            | 23              | 23           |               |
| Beacucoup fish                                              | 1999                  | 06-03-1999            | 2               | 16           |               |
| Everything, everything                                      | 2000                  | 09-09-2000            | 17              | 7            | Livealbum     |
| A hundred days off                                          | 2002                  | 21-09-2002            | 6               | 7            |               |
| 1992-2002                                                   | 2003                  | 22-11-2003            | 25              | 10           | Verzamelalbum |
| Oblivion with bells                                         | 2007                  | 20-10-2007            | 27              | 12           |               |
| Barking                                                     | 2010                  | 18-09-2010            | 26              | 7            |               |
| 1992-2012 The anthology                                     | 20-01-2012            | 04-02-2012            | 78              | 1            | Verzamelalbum |

### Singles
| Single met eventuele hitnotering(en) in de Nederlandse Top 40 | Datum van verschijnen | Datum van binnenkomst | Hoogste positie | Aantal weken | Opmerkingen                 |
| ------------------------------------------------------------- | --------------------- | --------------------- | --------------- | ------------ | --------------------------- |
| Born slippy                                                   | 1996                  | 17-08-1996            | 28              | 7            | Nr. 30 in de Single Top 100 |
| Push upstairs                                                 | 1999                  | 10-04-1999            | tip22           | -            | Nr. 79 in de Single Top 100 |
| Cowgirl                                                       | 2000                  | 09-09-2000            | tip15           | -            | Nr. 79 in de Single Top 100 |
| Two months off                                                | 2002                  | 24-08-2002            | tip9            | -            | Nr. 54 in de Single Top 100 |

| Single met hitnotering(en) in de Vlaamse Ultratop 50 | Datum van verschijnen | Datum van binnenkomst | Hoogste positie | Aantal weken | Opmerkingen                |
| ---------------------------------------------------- | --------------------- | --------------------- | --------------- | ------------ | -------------------------- |
| Born slippy                                          | 1996                  | 07-09-1996            | 4               | 22           | Nr. 4 in de Radio 2 Top 30 |
| Two months off                                       | 2002                  | 14-09-2002            | tip12           | -            |                            |
| Born slippy nuxx                                     | 2003                  | 08-11-2003            | tip13           | -            |                            |
| Crocodile                                            | 2007                  | 20-10-2007            | tip15           | -            |                            |
| Beautiful burnout                                    | 2008                  | 09-02-2008            | tip15           | -            |                            |

### NPO Radio 2 Top 2000
| Nummer met noteringen in de NPO Radio 2 Top 2000 | '14 | '15 | '16 | '17 | '18 | '19 | '20 | '21 | '22 | '23 | '24 |
| ------------------------------------------------ | --- | --- | --- | --- | --- | --- | --- | --- | --- | --- | --- |
| Born Slippy                                      | 602 | 477 | 450 | 413 | 449 | 418 | 415 | 318 | 369 | 325 | 318 |

1. ↑  Een vetgedrukt getal geeft de hoogste notering aan.
2. ↑  2014 was het eerste jaar met een notering voor dit nummer.